# دانيال غريغوري ماسون
دانيال غريغوري ماسون (بالإنجليزية: Daniel Gregory Mason)‏ هو ناقد موسيقي وصحفي وملحن أمريكي، ولد في 20 نوفمبر 1873 في بروكلين في الولايات المتحدة، وتوفي في 4 ديسمبر 1953 في غرينيتش في الولايات المتحدة.

## وصلات خارجية
- دانيال غريغوري ماسون على موقع الموسوعة البريطانية (الإنجليزية)
- دانيال غريغوري ماسون على موقع ميوزك برينز (الإنجليزية)